# Tre Valli Varesine 2003
La Tre Valli Varesine 2003, ottantatreesima edizione della corsa, si svolse il 19 agosto 2003 su un percorso di 193,2 km. La vittoria fu appannaggio dell'italiano Danilo Di Luca, che completò il percorso in 4h54'27", precedendo il connazionale Andrea Ferrigato e lo svizzero Markus Zberg.
Sul traguardo di Varese 61 ciclisti portarono a termine la competizione.

## Ordine d'arrivo (Top 10)
| Pos. | Corridore        | Squadra                  | Tempo    |
| ---- | ---------------- | ------------------------ | -------- |
| 1    | Danilo Di Luca   | Saeco                    | 4h54'27" |
| 2    | Andrea Ferrigato | Alessio-Bianchi          | s.t.     |
| 3    | Markus Zberg     | Team Gerolsteiner        | s.t.     |
| 4    | Oscar Camenzind  | Phonak Hearing Systems   | s.t.     |
| 5    | Luca Mazzanti    | Ceramiche Panaria-Fiordo | s.t.     |
| 6    | Volodymyr Duma   | Landbouwkrediet-Colnago  | s.t.     |
| 7    | Ruggero Marzoli  | Alessio-Bianchi          | s.t.     |
| 8    | Paolo Lanfranchi | Ceramiche Panaria-Fiordo | s.t.     |
| 9    | Massimo Giunti   | Domina Vacanze-Elitron   | s.t.     |
| 10   | Paolo Valoti     | Domina Vacanze-Elitron   | s.t.     |